# Kamango
Ne doit pas être confondu avec Tamango ou Samango.
Kamango est une localité de la République démocratique du Congo située à 80 km de la ville de Beni, dans le territoire de Beni, au Nord-Kivu.
C'est le chef-lieu de la Chefferie des Watalinga.

## Histoire
La localité a été envahie par les rebelles ougandais des Forces démocratiques alliées en juillet 2013, et vidée de sa population. Les dépôts de vivres et les pharmacies ont été pillées. d'où la plupart de la population a pris la direction de l'Ouganda et de nobili.

## Langue
La langue parlée par ce peuple s'appelle Kitalinge(kibwisi selon le dialecte. Ils sont gérés par un chef coutumier du clan oligarchique Kabenaye.Le village est enclavé par le Parc de Virunga. Ils sont à la frontière avec l'Ouganda vers le District de Bundibudjo . Comme tout africain, ils sont regroupés en famille et le responsable de celle dernier est considéré comme le chef suprême